# Braveheart (album)
Pour les articles homonymes, voir Braveheart (homonymie).
Albums de Ashanti
The Vault
(2009) A Wonderful Christmas with Ashanti
(2013)
Singles
1. Never Should Have
Sortie : 25 mars 2013
2. I Got It
Sortie : 26 novembre 2013
3. Early in The Morning
Sortie : 14 octobre 2014

Braveheart est le cinquième album studio d'Ashanti, sorti le 4 mars 2014.
C'est le premier album paru sur son propre label, Written Entertainment. Ashanti a travaillé avec des producteurs tels que 7 Aurelius, Chink, Detail, LT Hutton, Irv Gotti, Lil Ronnie, Mansur ou encore Rico Love. 
L'album s'est classé 1er aux Independent Albums, 4e au Top R&B/Hip-Hop Albums et 10e au Billboard 200.

## Liste des titres
| No  | Titre                                           | Contient un (des) sample(s) de    | Durée |
| --- | ----------------------------------------------- | --------------------------------- | ----- |
| 1.  | Intro/Braveheart                                |                                   | 5:23  |
| 2.  | Nowhere                                         | Think (About It) de Lyn Collins   | 3:02  |
| 3.  | Runaway                                         | Put It on the Line de Lyn Collins | 3:10  |
| 4.  | Count                                           |                                   | 2:53  |
| 5.  | Early In The Morning (featuring French Montana) |                                   | 4:07  |
| 6.  | 3 Words                                         |                                   | 3:23  |
| 7.  | Love Games (featuring Jeremih)                  |                                   | 4:12  |
| 8.  | Scars                                           |                                   | 5:49  |
| 9.  | Never Should Have                               |                                   | 3:58  |
| 10. | She Can't                                       |                                   | 3:44  |
| 11. | Don't Tell Me No                                |                                   | 3:49  |
| 12. | I Got It (featuring Rick Ross)                  |                                   | 4:06  |
| 13. | First Real Love/Outro (featuring Beenie Man)    |                                   | 4:53  |

| 14. | Bonafide Survivor | 3:50 |
| 15. | RIP               | 4:12 |